# 英格拉罕號驅逐艦 (DD-111)
英格拉罕號驅逐艦（舷號DD-111）是一艘美國海軍建造的驅逐艦，為維克斯級驅逐艦的37號艦。她是美軍第一艘以英格拉罕為名的軍艦，以紀念美國內戰時期的海軍軍官鄧肯·英格拉罕（Duncan Nathaniel Ingraham）。
英格拉罕號在1918年於聯合鋼鐵廠開始建造，在同年下水，於1919年服役，其時第一次世界大戰已經結束。接著英格拉罕號被派往出訪法國，返國後在1920年改裝為佈雷艇。改裝後不久，英格拉罕號在1922年退役，於1936年除籍並出售拆解。